# Appana cinisigma
Appana cinisigma är en fjärilsart som beskrevs av Joannis 1906. Appana cinisigma ingår i släktet Appana och familjen nattflyn. Inga underarter finns listade i Catalogue of Life.